# Borislav Arapović
Borislav Arapović (Bišina, Nevesinje, 11. travnja 1935.), hrvatski pjesnik, pripovjedač, prevoditelj, akademik

## Životopis
Rodio se je 11. travnja 1935. godine. Iz rodne je Bišine s materom je pobjegao pred četnicima uoči Božića 1941., dok su mu otac i stric tu ubijeni, a njihove kuće kao i ostalih tamošnjih Hrvata sravnjene sa zemljom. Ni Arapovići ni ostali Hrvati tamo se više nikada nisu vratili. Osnovnu školu je završio, nakon boravka u Austriji od 1941. do 1947., u Zagrebu, Brežicama i Kranju, a srednju u Belišću i Puli. Mladost proveo uglavnom po domovima, u izbjeglištvu (1944. – 1947.), i internatima. Diplomirao u Zagrebu na Ekonomskom fakultetu 1965., iste godine otišao u Švedsku. Radio i studirao u Stockholmu, prešao na slavistiku i 1984. doktorirao s temom Hrvatski bog Mars Miroslava Krleže. Nastanak, stil, žanr, koja je i objavljena na švedskom jeziku u Stockholmu 1984. U Stockholmu osnovao 1973. Institut za prevođenje Biblije usmjeren na jezike Sovjetskog Saveza i do 1997. bio njegov direktor. Bio mu je zabranjen ulazak u tu zemlju, ali je nakon “perestrojke” ta djelatnost u Rusiji dobila visoka priznanja, pa mu je Ruska akademija znanosti 1996. dodijelila počasni doktorat, a 1999. izabran je za inozemnoga člana te akademije. Na ruskom je jeziku napisao zajedno s Verom Mattelmaki Dječju Bibliju (Detskaja Biblija). do 1993. objavljena također na još dvanaest jezika bivšeg Sovjetskog Saveza; dosad tiskana i proširena u milijunskoj nakladi. Od svibnja 1992. redoviti je član Akademije prirodnih znanosti Ruske Federacije. Osim u Švedskoj, proveo nekoliko godina u izbjeglištvu, na radu, studiju i sl., u Austriji, Finskoj, Njemačkoj, Engleskoj, Izraelu i nakon “perestrojke” u Rusiji.

## Djela
- Zvončići (12 knjižica sa stihovima za djecu, 1977.),
- Dječja Biblija (s Verom Mattelmäki, 1983.),
- Hrvatski bog Mars Miroslava Krleže. Nastanak, stil, žanr (disertacija na švedskom, 1984.), * * Sin Östgötlanda (na švedskom, biografija, 1988.),
- Iz noćnog dnevnika (pjesme, 1989.),
- Tamnionik (pjesme, 1992.),
- Svim narodima i jezicima (spomen-knjiga o radu Instituta za prevođenje Biblije, na švedskom, 1993.),
- Kći Östgötlanda (s Linnéom Johansson, na švedskom, 1993.),
- Kamenopis (pjesme, 1993.),
- Biblijin svileni put (autobiografska spomen-knjiga o 25 godišnjem radu Instituta za prevođenje Biblije 1973. – 1998., na švedskom, 1997.),
- Hrvatski mirospis 1778. (književna studija, 1999.),
- Povratak hrvatskih pukovnija 1779. (književna studija, 2000.).